# Yue Qingshuang
Yue Qingshuang (chinesisch 岳清爽, Pinyin Yuè Qīngshuǎng; * 5. Oktober 1985 in Harbin) ist eine ehemalige chinesische Curlerin. Sie war Mitglied des Harbin Curlingclub.
2002 war sie Skip des ersten chinesischen Curlingteams, das an einer internationalen Meisterschaft – den Pazifikmeisterschaften – teilnahm. Die Mannschaft der damals 16-Jährigen blieb ohne Sieg. Später spielte auf der Position des Second im Team von Skip Wang Bingyu. Mit ihr gewann sie die Pazifikmeisterschaften bzw. ab 2010 Pazifik-Asienmeisterschaften 2006, 2007, 2008, 2009, 2011 und 2012 und 2004, 2005, 2010 und 2013 die Silbermedaille.
Bei der Curling-Weltmeisterschaft 2008 konnte sie zusammen mit ihren Teamkolleginnen als erstes asiatisches Team eine Medaille (Silber) bei einer Weltmeisterschaft gewinnen. Im folgenden Jahr zeigte man bei der WM in Südkorea von allen Teams die stärksten und konstantesten Leistungen und wurde Weltmeister. Ihre letzte Medaille bei einer Weltmeisterschaft gewann sie 2011 durch einen dritten Platz.
Bei den Olympischen Winterspielen 2010 in Vancouver gewann sie mit ihrer Mannschaft die Bronzemedaille. Das Spiel um Platz 3 gewannen sie gegen das Schweizer Team um Skip Mirjam Ott mit 12:6. Vier Jahre später war sie bei den Olympischen Winterspielen 2014 in Sotschi wieder dabei und konnte den siebten Platz erreichen.
Yue Qingshuang hat sich mittlerweile vom aktiven Curling zurückgezogen.